# Rathaus Kiedrich

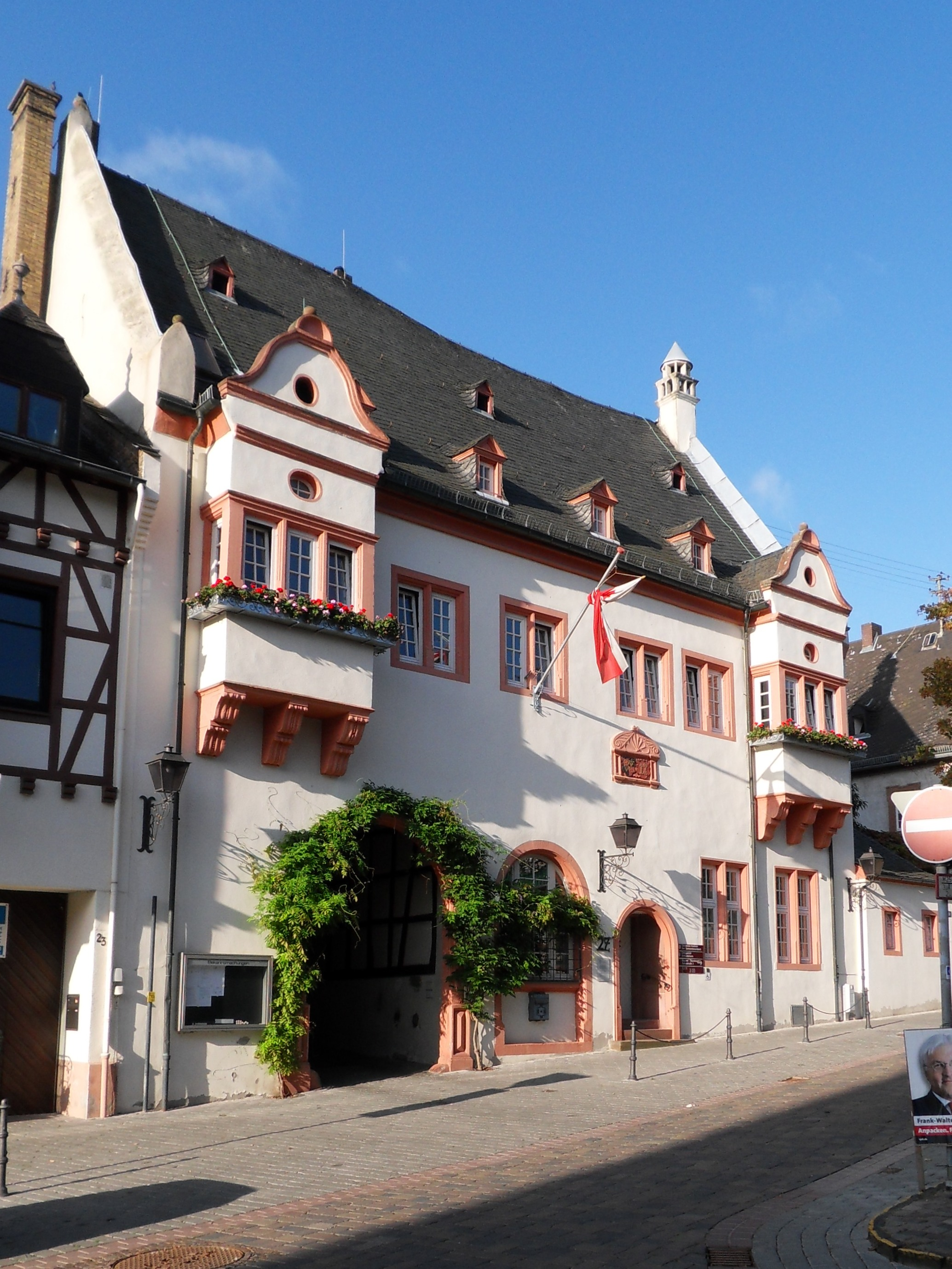
Rathaus Kiedrich

Das Rathaus Kiedrich ist ein denkmalgeschütztes Bauwerk in der Weinbaugemeinde Kiedrich im Rheingau-Taunus-Kreis in Hessen.

## Beschreibung
Das 1585/86 gebaute Rathaus steht gegenüber der Kirche St. Valentius traufständig am Markt. Die Straßenfront des Profanbaus wird von zwei mit Schweifgiebeln bedeckten Erkern auf Konsolen flankiert. Der westliche Giebel hat einen zweigeschossigen, durchbrochenen Schornstein für den Kamin. Über dem Portal befindet sich das Wappen des Erzbischofs Wolfgang von Dalberg. Ein rundbogiges Tor führt zum Hof. Dort befindet sich ein Treppenturm mit einer steinernen Wendeltreppe als Zugang zum Obergeschoss.